# Kozaijev pojav
Kozaijev pojàv [kozáijev ~] ali Kozaijeva resonánca je v nebesni mehaniki dolgotrajni vpliv na tirnico nebesnih teles zaradi periodičnih zunanjih motenj (perturbacij). Zaradi tega se sinhronizirano spreminjata izsrednost tira in naklon tira motenih nebesnih teles.
Ta pojav je prvi opisal japonski astronom Jošihide Kozai leta 1962 po analizi tirnic asteroidov. Od takrat dalje se ta pojav obravnava kot pomemben dejavnik, ki vpliva na obliko nepravilnih satelitov, čezneptunskih teles, zunajosončnih planetov in zvezdnih sistemov.

## Kozaijeva resonanca
Za telo z veliko polosjo {\displaystyle a\,\!}, izsrednostjo {\displaystyle e\,\!} in  naklonom tira {\displaystyle i\,\!}, ostane vrednost  
{\displaystyle {\sqrt {(1-e^{2})}}\cos i\!\,}
konstantna glede na tirnico večjega telesa.
Zaradi tega se motnja za telesa z majhnim naklonom tirnice izraža kot precesija argumenta periapside. Precesija se zamenja z libracijo okoli 90° ali 270° (to pomeni, da je periapsidna točka prisiljena nihati okoli teh dveh vrednosti). Najmanjši naklon tirnice (Kozaijev kot) je enak
{\displaystyle \arccos \left({\sqrt {\frac {3}{5}}}\right)\approx 39,2^{o}\!\,.}
Za retrogradne satelite je ta kot enak 140,8°.

## Posledice
Kozaijev pojav povzroča libracijo argumenta periapside okoli 90° ali 270°, kar pomeni, da je telo v periapsidni točki takrat, ko je najbolj oddaljeno od ekvatorialne ravnine. Zaradi tega je Pluton varen pred trkom z Neptunom.
Kozaijeva resonanca prinaša tudi omejitve za tirnice :
- Pravilni sateliti: če je tirnica satelita zelo naklonjena na ravnino planetove tirnice, bo izsrednost rasla, dokler zaradi plimskih sil pri prihodu v točko najbližjo planetu satelit ne bo razpadel.
- Nepravilni sateliti: podobno kot pri nepravilnih satelitih bo zaradi naraščajoče izsrednosti in vedno bolj oddaljene apoapsidne točke satelit odletel izven Hillove krogle.

Ta pojav je verjetno tudi vzrok za nastanek kometov, ki padejo na Sonce. Prav tako je Kozaijev pojav vzrok za velike izsrednosti, ki jih opažajo pri zunajosončnih planetih ter pri nekaterih telesih iz Kuiperjevega pasu
.
Na telesa na zelo velikih oddaljenostih od Sonca vpliva plimska sila Galaksije in se jim zaradi Kozaijevega pojava zelo poveča perihelij. Tako postanejo člani Oortovega oblaka .